# Попо VIII фон Хенеберг
Попо VIII фон Хенеберг (на немски: Poppo VIII von Henneberg; * 1279; † 4 февруари 1291, Щрауф) от род Хенеберги, е граф на Хенеберг-Кобург (1290 – 1291).

## Биография
Той е син на граф Херман I фон Хенеберг († 1290) и съпругата му Маргарета Холандска († 1276), дъщеря на граф Флоренс IV Холандски. Внук е на граф Попо VII фон Хенеберг и Юта Тюрингска.
Попо VIII се жени на 8 ноември 1277 г. в Ландсхут за принцеса София от Долна Бавария (* 1264; † 4 февруари 1282), дъщеря на херцог Хайнрих I от Долна Бавария и Елизабет Унгарска. Те нямат деца. 
Той умира на 4 февруари 1291 г. и е погребан в манастир Весра, където е погребана и съпругата му.